# 露絲·莫瑞-克萊
露絲·莫瑞-克萊（英語：Ruth Murray-Clay）是一名美國天體物理學家，目前為加利福尼亞大學聖塔克魯茲分校的教授，研究行星系統的形成。

## 職業生涯
莫瑞-克萊於2001年以優異成績畢業於哈佛大學，獲得文學學士學位，隨後轉入加利福尼亞大學柏克萊分校，在尤金·張（Eugene Chiang）的指導下於2004年獲得碩士學位，並於2008年獲得博士學位。她曾在哈佛大學理論與計算研究所擔任博士後研究員，直至2010年成為哈佛大學講師。2014年9月，她加入加利福尼亞大學聖巴巴拉分校，擔任物理學助理教授。她於 2016年加入加利福尼亞大學聖塔克魯茲分校，擔任天文學和天體物理學副教授，並於2017年成為加利福尼亞大學聖塔克魯茲分校理論天體物理學E·K·岡德森家族教席的首位持有人。

## 榮譽
2008年，莫瑞-克萊因其在加利福尼亞大學柏克萊分校完成的論文工作而獲得瑪麗·伊麗莎白·烏爾獎。2012年，她成為美國國家科學院科維理研究員。2015年，她被授予海倫·B·華納天文學獎。

## 公共媒體
2015年，BuzzFeed發布了一篇報導，詳細描述天文學家傑佛瑞·馬西對女性的性騷擾以及大學明顯的不作為，最終導致馬西辭職，莫瑞-克萊因此成為公眾關注的焦點。莫瑞-克萊在騷擾事件發生時是加利福尼亞大學柏克萊分校的一名學生，她站出來描述了自己試圖阻止騷擾的努力以及校方官員沒有採取任何行動的情況。她的參與有助於引起人們對天文學領域性騷擾問題的關注。